# Jan Tricius

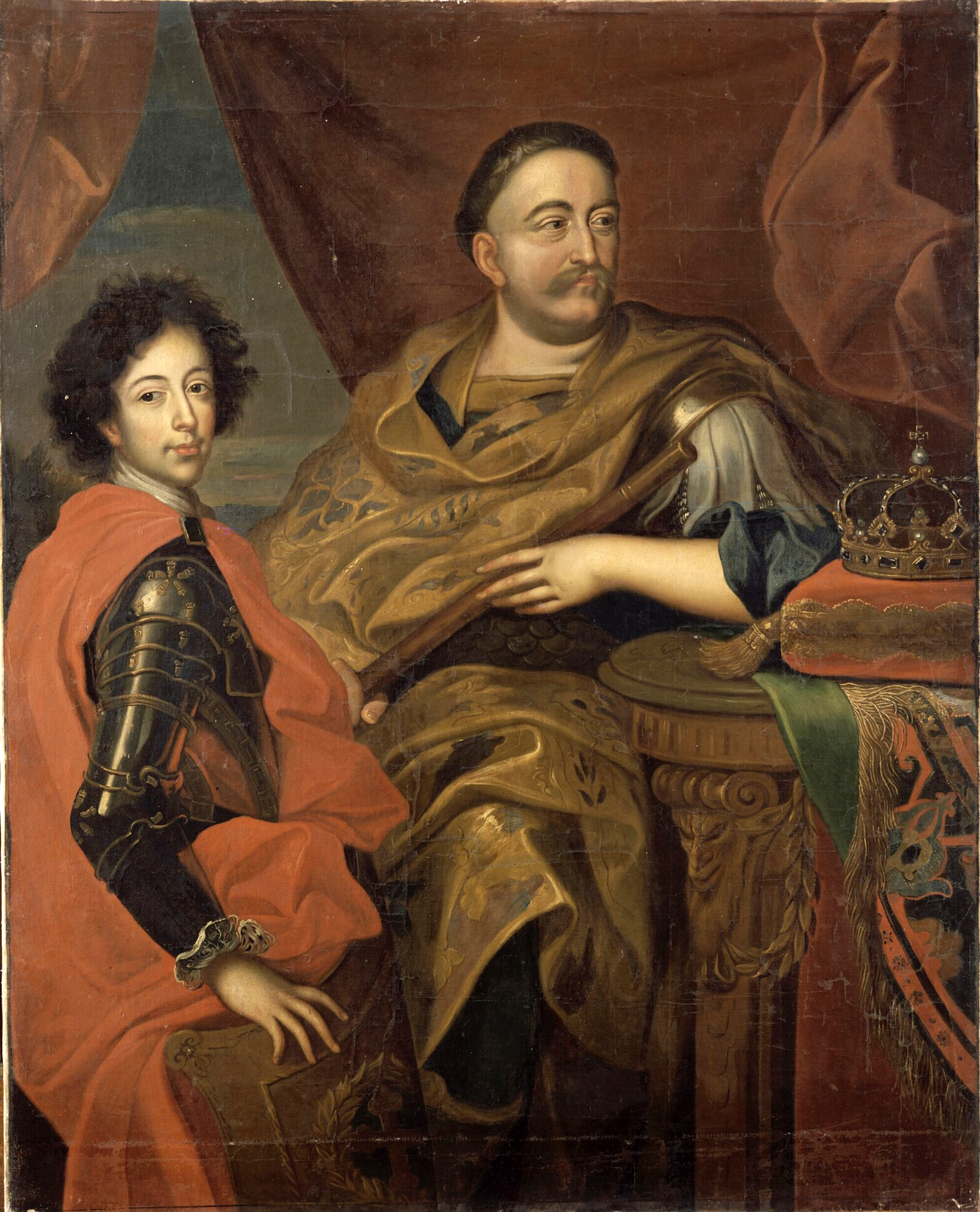
Portret Jana III Sobieskiego z synem Jakubem z lat 80. XVII wieku

Jan Tricius, Tretko (zm. 1692 w Krakowie) – malarz polski.

## Życiorys
Nie istnieje wiele szczegółów z biografii malarza. Kształcił się w Paryżu, gdzie zafascynowała go twórczość francuskiego malarza barokowego - Nicolasa Poussina. Następnie doskonalił warsztat w Antwerpii. Zapoznał się z dziełami jednego z najwybitniejszych flamandzkich mistrzów pędzla - Jacoba Jordaensa. Jan Tretko zachwycił się jego obrazami i przez długi czas czerpał z nich inspirację. Po powrocie z Antwerpii Trycjusz kontynuował naukę malarstwa w Gdańsku. 
Od 1655 roku artysta przebywał w Krakowie. Kontakty z dworem Jana II Kazimierza Wazy pomogły mu wkrótce otrzymać posadę malarza nadwornego. Trycjusz tworzył głównie portrety dostojników utrzymane w estetyce charakterystycznej dla wizerunków sarmackich. Malował później, również kolejnych władców – Michała Korybuta Wiśniowieckiego i Jana III Sobieskiego. Monarchowie pozowali samotnie oraz z członkami najbliższej rodziny. Ze względu na znaczną liczbę obrazów przedstawiających ostatniego wymienionego władcę, Trycjusz jest niekiedy nazywany portrecistą Jana III. 
Oprócz wizerunków dostojników świeckich i duchownych malował on także obrazy religijne. Jeden z nich znajduje się w gotyckim kościele pod wezwaniem świętych apostołów Piotra i Pawła, położonym w podkrakowskich Bolechowicach. Obraz zatytułowany „Ukrzyżowanie” zdobi ołtarz główny tej świątyni. W nawie bocznej katedry łowickiej znajduje się inne dzieło autorstwa Jana Tretki - „Król Jan Kazimierz w Łowiczu”. Przedstawia monarchę, który wraz ze swą małżonką składa hołd relikwiom św. Wiktorii. 
Oprócz malowania dzieł własnych Trycjusz zajmował się także konserwacją obrazów zdobiących ściany Zamku Królewskiego na Wawelu. W 1684 roku król Jan III Sobieski wyraził uznanie wobec swego nadwornego malarza i powierzył mu funkcję klucznika. 

## Dzieła
- "Portret króla Jana III Sobieskiego z synem Jakubem"
- "Portret Jana III Sobieskiego" (1677 r.)
- "Portret Jana III Sobieskiego" (1684 r.)